# Briquetia brasiliensis
Briquetia brasiliensis är en malvaväxtart som beskrevs av P.A. Fryxell. Briquetia brasiliensis ingår i släktet Briquetia och familjen malvaväxter. Inga underarter finns listade i Catalogue of Life.